# Сога (род)
Род Сога (яп. 蘇我氏 Сога но удзи) — одна из древнейших японских фамилий, возникшая в эпоху раннего государства Ямато. Род Сога ведет своё происхождение от Такэути-но сукунэ — сподвижника государей Сэйму, Тюая, государыни Дзингу, государей Одзина и Нинтоку. Однако в V—VI веках люди рода Сога возглавили корпорации неполноправных свободных (яп. бэ) из китайско-корейских переселенцев. Китайская культурная традиция и буддистское вероисповедание способствовало возвышению рода Сога на фоне других. Во второй половине VI века клан Сога выиграл в ожесточенной борьбе с кланом Мононобэ и с 80-х годов занял ведущее положение при дворе великого правителя — оокими — как именовался глава союза Ямато. Основой их власти стал обычай женить наследников престола на дочерях глав клана.

Краткое генеалогическое дерево Сога

Сога-но Умако, носивший титул «ооми» — великий оми — был самым влиятельным из членов клана Сога. Его слово было решающим при выборе очередного императора. Он даже сумел впервые в истории Японии сделать императрицей женщину. Он также известен тем, что совместно с принцем Умаядо (посмертное имя Сётоку) разработал в 603 году систему 12-ти рангов, определяющую структуру чиновной иерархии в государственном управлении, и участвовал в составлении систематической истории Японии — хроник императоров, провинций, центральной и местной титулованной знати. Этот период ознаменован усилением императорской власти, выразившемся, в частности в появлении самого титула «тэнно» — император, и распространением буддизма и конфуцианства, также способствовавших развитию феодальных отношений. При этом сам Умаядо-Сётоку так и умер, не дождавшись права на престол.
Сога-но Эмиси, сын Умако, унаследовавший его титул и должности, всячески стремился к укреплению позиций знати вообще и своей фамилии в частности. Ему удалось посадить на трон зятя (мужа своей сестры), под именем Дзёмэй, чьё правление сопровождалось ростом и усилением государственного аппарата. В 641 году император умер, и Эмиси хотел передать трон его сыну, но встретил сопротивление в лице императрицы-вдовы Когёку, которую поддержал совет знати — маэцукими. Когёку сама заняла трон.
Сога-но Ирука, сын Эмиси, сменил отца в 643 году. Чувствуя, что позиции дома Сога слабеют, Ирука решил, что решительность действий заменит государственную мудрость. Он напал на резиденцию принца Ямасиро-но Оэ, сына принца Сётоку, который был конкурентом сына Дзёмэй в борьбе за трон. Ямасиро погиб, но действия Ируки вызвали всеобщее возмущение и рост оппозиции клану Сога.
В 645 году возник заговор Накатоми-но Комаку и принца Нака-но Оэ. Ирука, который без особой нужды не покидал своей резиденции, явился во дворец на приём корейских послов. При входе в зал императорский шут, как бы дурачась, выхватил у него из-за пояса меч и убежал, после чего заговорщики без труда убили его.
Клан Сога не оказал сопротивления, тем более что и среди заговорщиков были его члены. Сога-но Эмиси покончил с собой, но предварительно сжёг все исторические документы, которые четверть века собирали его отец и он сам.